# Cleo Steinberger
Cleo Steinberger (* 1996 in Hamburg) ist eine deutsche Jazzsängerin und Songwriterin, die meist nur unter ihrem Vornamen Cleo auftritt.

## Leben und Wirken
Steinberger begann mit acht Jahren, in einem Gospelchor zu singen; durch ihren Vater, der Slide-Gitarre spielt, lernte sie den Mississippi-Blues kennen. Mit elf Jahren gab sie ihre ersten Konzerte als Frontsängerin der Blues-Band ihrer Familie. Mit 15 Jahren zog sie mit ihrer Familie für ein halbes Jahr nach New Orleans, wo sie weitere musikalische Einflüsse bekam und erste Bühnenerfahrungen machte; so trat sie auf dem New Orleans Jazz & Heritage Festival als erste deutsche Sängerin auf. 2014 gewann sie beim Hamburger Landeswettbewerb Jugend jazzt den ersten Preis. 2015 begann sie anstelle eines gleichfalls in Betracht gezogenen Medizinstudiums an der Hochschule für Musik und Theater Hamburg Jazzgesang bei Ken Norris zu studieren.
Während ihres Studiums arbeitete sie mit dem Trio von Jan Luley zusammen, mit dem sie das Album Let Them Talk veröffentlichte, eine Hommage an New Orleans als „Geburtsstadt des Jazz“. Die CD wurde mit dem Vierteljahres-Preis des Preis der Deutschen Schallplattenkritik ausgezeichnet. Daneben arbeitete sie im Duo mit den Pianisten Günther Brackmann bzw. Buggy Braune sowie im Duo mit dem Gitarristen David Grabowski, mit dem sie 2020 bei Unit Records das Album Celebrating Ella & Joe vorlegte, das an das Zusammenwirken von Ella Fitzgerald und Joe Pass erinnert. Weiterhin gehört sie zu Martín Zamoranos Septett SNICE.